# تشارلز سميث (رسام)
تشارلز سميث (بالفرنسية: Charles Alexander Smith)‏ (و. 1864 – 1915 م) هو رسام كندي، ولد في أونتاريو، توفي في لندن، عن عمر يناهز 51 عاماً.